# Гордієнко Сергій Миколайович
Сергі́й Микола́йович Гордіє́нко (1979—2014) — майор Збройних сил України, начальник розвідки відділення артилерії 30-ї механізованої бригади. Учасник російсько-української війни.

## Життєпис
Народився 1979 року в місті Білопілля (Сумська область) у родині Миколи Олексійовича та Валентини Іванівни Гордієнків. 1996-го закінчив білопільську ЗОШ № 2; відтоді — в Збройних Силах України. Військову службу в Новограді-Волинському проходив з 2000 року — після закінчення Сумського військового інституту артилерії при Сумському державному університеті.
Командував взводом, згодом ротою Начальник розвідки відділення артилерії. Одружився із землячкою Мариною (з якою навчався у школі), народився син Єгор. Знаходив час для сімейних екскурсійних поїздок — до Житомира, Рівного.
У квітні 2014 року в складі підрозділів 30-ї механізованої бригади був направлений до кордонів щойно анексованого Росією Криму — спершу до Чонгару, а потім в район Арабатської стрілки.
6 серпня артилеристів перекинули на Донеччину, в район Савур-Могили, де на той час точилися важкі бої за український кордон. Починаючи з 11 серпня позиції 3-го батальйону під Степанівкою Шахтарського району зазнавали нищівних артилерійських ударів з Росії.
Сергій загинув 13 серпня 2014-го в районі Степанівки. Офіцери отримали наказ самотужки виходити від кордону на захід. Сергій Гордієнко був у групі майора Миколи Лісовського, вони виходили останніми. Разом з ними загинули капітан Олег Обухівський, сержант Олександр Гордійчук, солдат Ян Даманський та ще один військовослужбовець, особа якого остаточно не встановлена.
Вдома залишилися батьки-пенсіонери, дружина та син, старша сестра Оксана. Похований у Білопіллі, в останню дорогу провели 8 вересня 2014-го, у Білопільському районі оголошувався день смутку.

## Нагороди і вшанування
- 14 листопада 2014 року за особисту мужність і героїзм, виявлені у захисті державного суверенітету та територіальної цілісності України, вірність військовій присязі під час російсько-української війни, відзначений — нагороджений орденом Богдана Хмельницького ІІІ ступеня (посмертно).
- у вересні 2015 року на фасаді будівлі загальноосвітньої школи № 2 в Білопіллі, на Сумщині, встановлено Меморіальну дошку на честь Гордієнка Сергія Миколайовича — випускника цієї школи.[2]
- Вшановується 13 серпня на щоденному ранковому церемоніалі вшанування українських захисників, які загинули цього дня у різні роки внаслідок російської збройної агресії[3].
- Його портрет розміщений на меморіалі «Стіна пам'яті полеглих за Україну» у Києві: секція 2, ряд 5, місце 32.
- Почесний громадянин Звягеля (посмертно; рішення Новоград-Волинської міської ради від 24.07.2020 № 1002)[4]
- 16 серпня 2016 року на 5-й сесії Білопільської районної ради було прийнято рішення про присвоєння з 1 вересня 2016 року ЗОШ № 2 міста Білопілля ім‘я Сергія Гордієнка.